# Eldridge Recasner
Eldridge David Recasner II, né le 14 décembre 1967, à La Nouvelle-Orléans, en Louisiane, est un joueur et entraîneur américain de basket-ball. Il évolue au poste de meneur. 

## Palmarès
- Champion des Amériques 1993
- Champion CBA 1995
- MVP CBA 1995
- All-CBA First Team 1995